# Microdon niger
Microdon niger är en tvåvingeart som beskrevs av Samuel Wendell Williston  1891. Microdon niger ingår i släktet myrblomflugor, och familjen blomflugor. Inga underarter finns listade i Catalogue of Life.